# Siegfried Kaiser (Gewerkschafter)
Siegfried Kaiser (* 29. Januar 1929 in Rüdersdorf) ist ein deutscher Werkzeugmacher und früherer Volkskammerabgeordneter für den Freien Deutschen Gewerkschaftsbund (FDGB).

## Leben
Kaiser schlug nach dem Schulbesuch eine Lehre zum Werkzeugmacher ein und wurde Meister der volkseigenen Industrie. Als stellvertretender Abteilungsleiter und später als Kontrollmeister war er im VEB Transformatorenwerk „Karl Liebknecht“ Berlin-Oberschöneweide tätig.

## Politik
Er trat dem FDGB und der SED bei. In den Wahlperioden von 1967 bis 1990 war Kaiser, anfangs noch als sogenannter Berliner Vertreter Mitglied der FDGB-Fraktion in der Volkskammer der DDR. 1968 stellte er die öffentliche Anfrage Welche Maßnahmen wurden bzw. werden vom Ministerrat in seinen Organen eingeleitet, um die Verantwortung aller Staatsorgane und Wirtschaftsleitungen für die Festigung der Gesetzlichkeit und die Einhaltung der Rechtsordnung in allen Bereichen des gesellschaftlichen Lebens weiter zu erhöhen?